# Brňany
Obec Brňany (německy Brnian) se nachází v okrese Litoměřice v Ústeckém kraji, v rovinaté krajině při levém břehu řeky Ohře zhruba šest kilometrů jižně od Litoměřic. Žije v ní 479 obyvatel.

## Historie
První písemná zmínka o Brňanech: Brennaz Jacob nutitor equorum cum terra (v Brňanech chovatel koní Jakub s půdou), se nachází v latinsky psané zakládací listině litoměřické kapituly a vztahuje se k roku 1057. Podle výkladu Antonína Profouse název původně označoval osadu lidí, žijících při brné, tj. blátivé, kalné vodě (podobného původu je název nepříliš vzdálené Brné nad Labem).

## Přírodní poměry
V šedesátých letech dvacátého století probíhal průzkum hydrogeologických poměrů České křídové pánve. V jeho rámci byl u Brňan proveden vrt, který v hloubce 928–990 metrů v permokarbonských sedimentech zachytil zdroj silně mineralizované uhličité, chlorido-sodné vody se zvýšeným obsahem stroncia, barya a lithia. Podle analýzy z roku 1967 voda obsahovala celkem 57,5 g·l−1 rozpuštěných minerálních látek. Ve vodě tehdy bylo kromě jiných prvků rozpuštěno 20 456 mg·l−1 sodíku, 30 072 mg·l−1 chloru, 8,6 mg·l−1 lithia, 13 mg·l−1 barya a 2 mg·l−1 stroncia.

## Obyvatelstvo
|           | 1869 | 1880 | 1890 | 1900 | 1910 | 1921 | 1930 | 1950 | 1961 | 1970 | 1980 | 1991 | 2001 | 2011 |
| --------- | ---- | ---- | ---- | ---- | ---- | ---- | ---- | ---- | ---- | ---- | ---- | ---- | ---- | ---- |
| Obyvatelé | 262  | 401  | 491  | 572  | 672  | 637  | 738  | 566  | 648  | 552  | 488  | 431  | 409  | 409  |
| Domy      | 42   | 54   | 58   | 64   | 72   | 83   | 120  | 142  | 137  | 140  | 130  | 147  | 148  | 153  |

## Pamětihodnosti
- Na východním okraji vesnice stojí pozdně barokní zámeček z konce osmnáctého století, který si nechal postavit Jakub Wimmer, armádní dodavatel mj. pro stavbu terezínské pevnosti.[9]
- Zděné domy z počátku devatenáctého století se zachovalými štíty či branami (čp. 5, 22, 29, 37)
- Kaple Panny Marie Bolestné a svatého Jana Nepomuckého při téže ulici o něco západněji; Původně barokní ze dvacátých let osmnáctého století, novogoticky přestavěna ve století 19
- Výklenková kaplička ve zkoseném nároží domu čp. 30 na hlavní křižovatce uprostřed Brňan
- Boží muka v polích asi kilometr zsz. od vsi, z první poloviny devatenáctého století
- Pomník padlým v první světové válce ze dvacátých let dvacátého století na hlavní ulici východně od křižovatky, v podobě mohyly s vedle stojící sochou vojáka

## Galerie

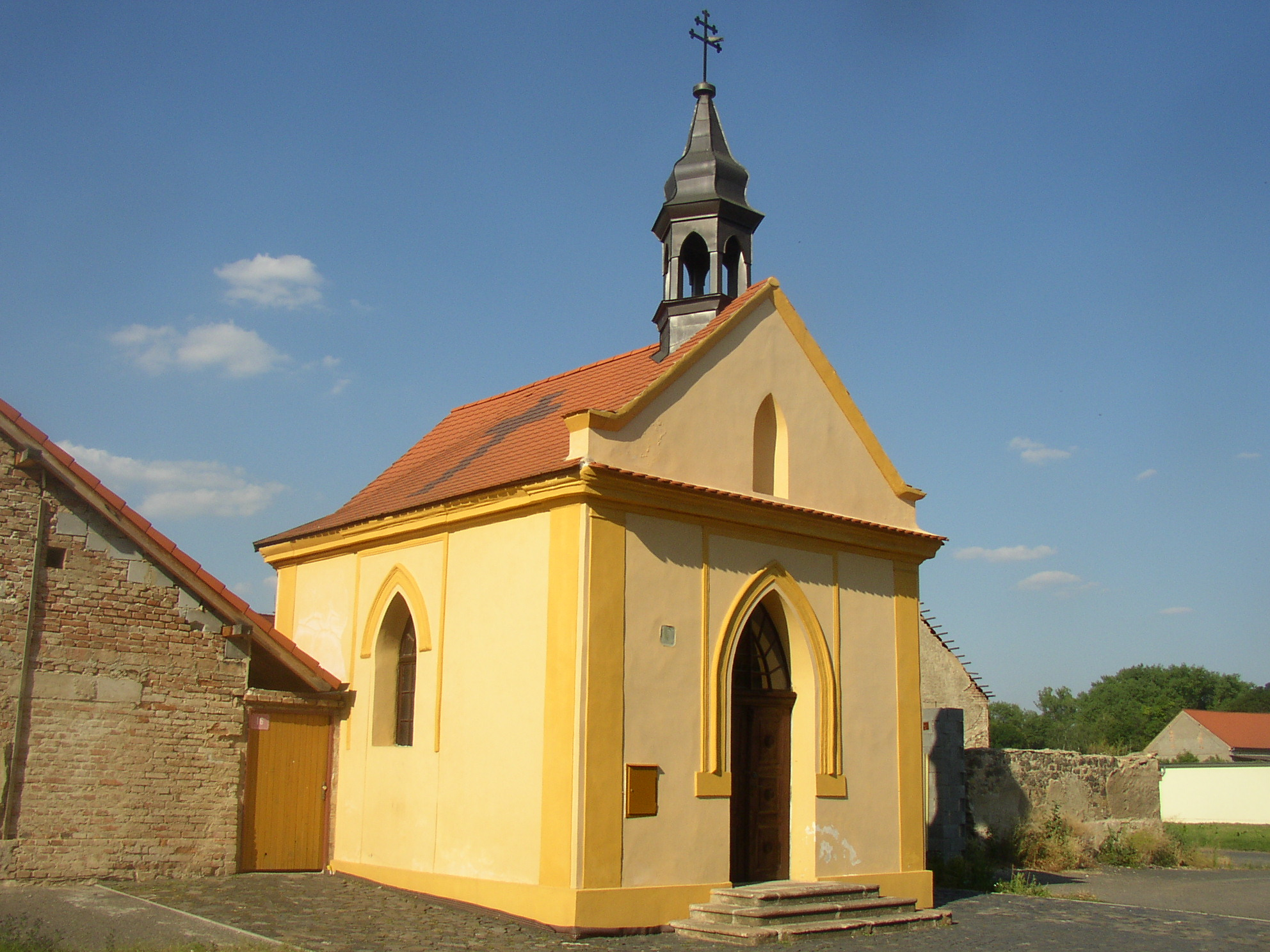
Kaple Panny Marie Bolestné a svatého Jana Nepomuckého
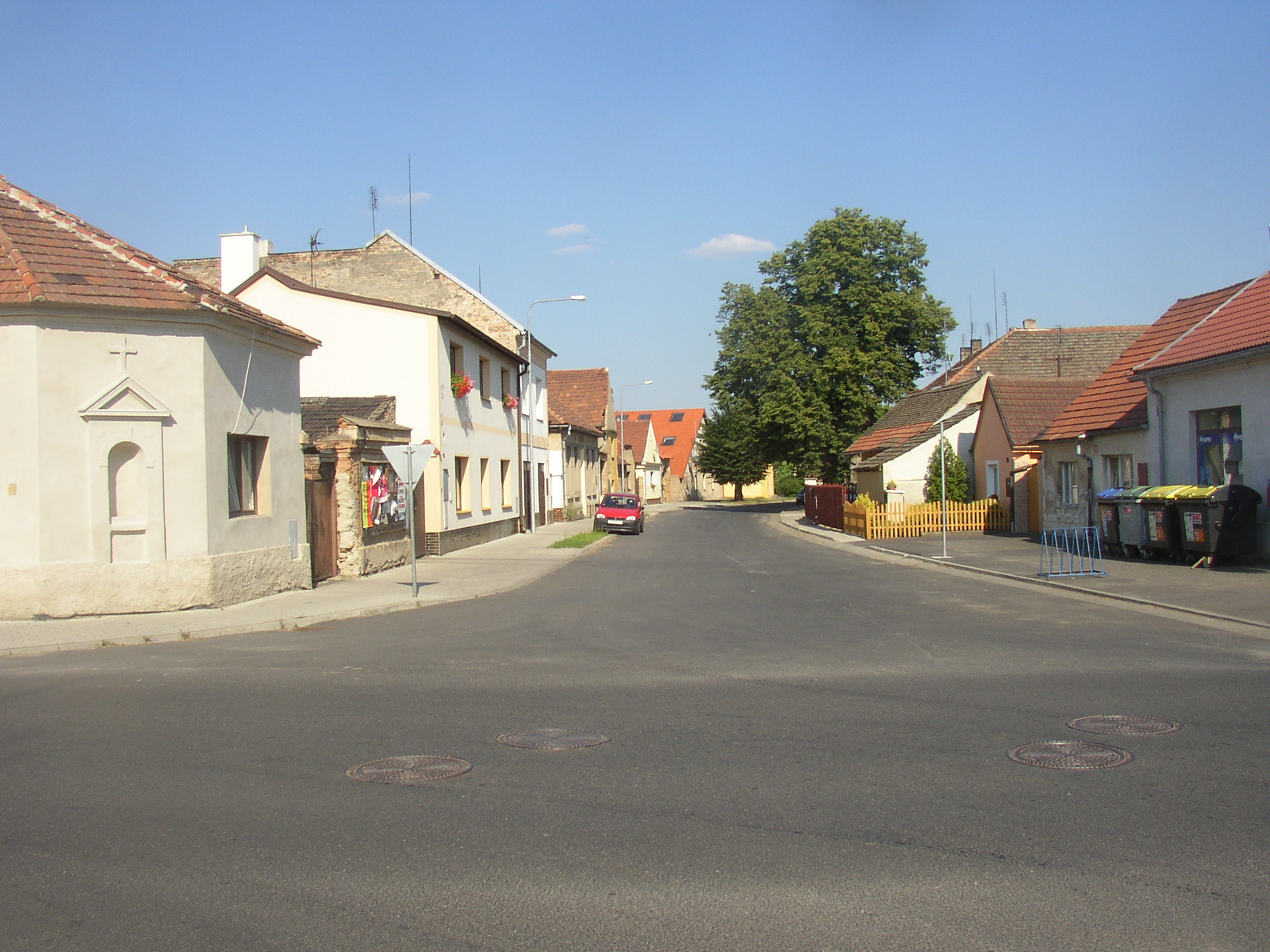
Pohled od křižovatky hlavních ulic k východu, vlevo výklenková kaplička v nároží domu čp. 30
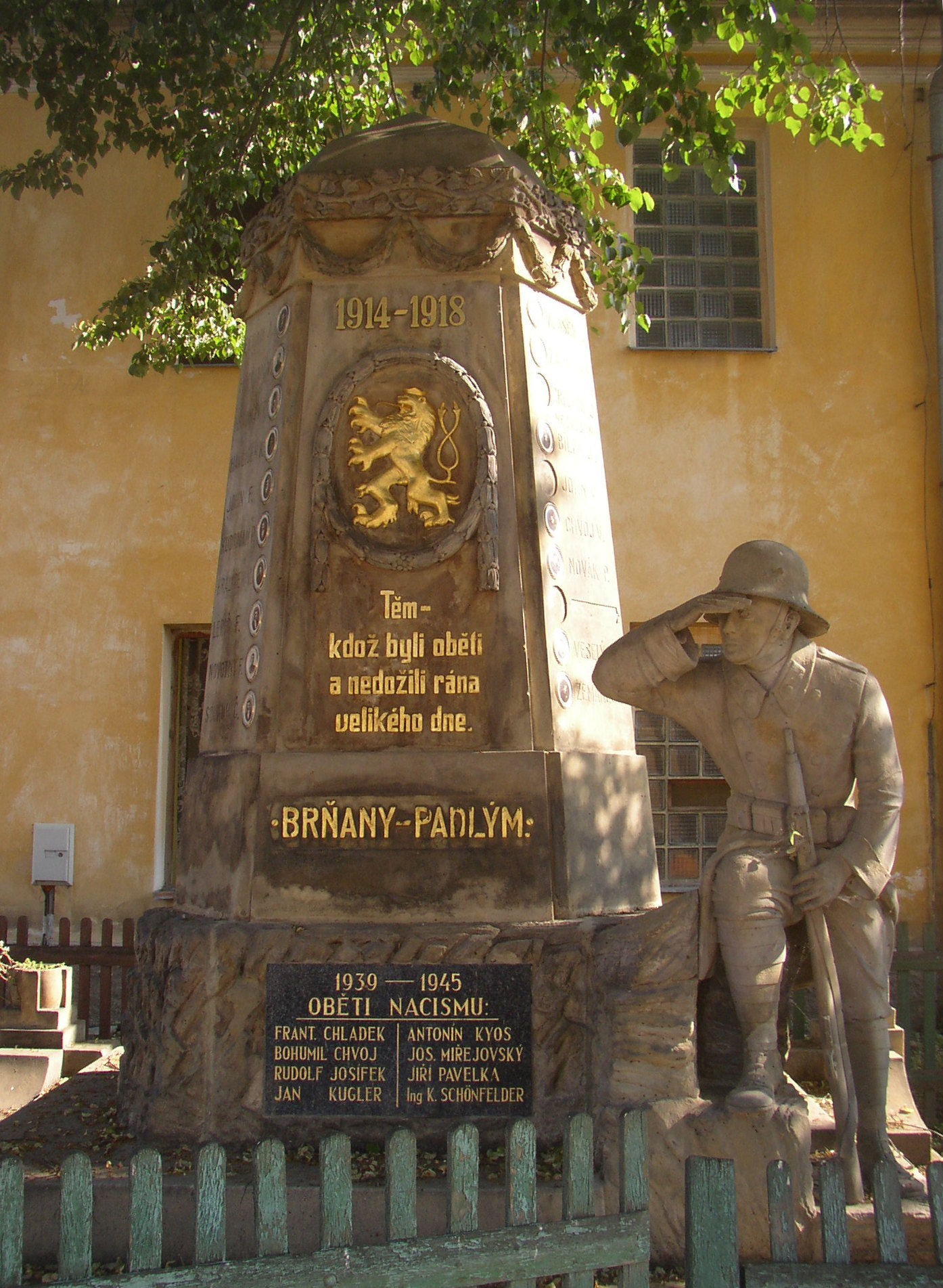
Památník obětem padlým ve světových válkách
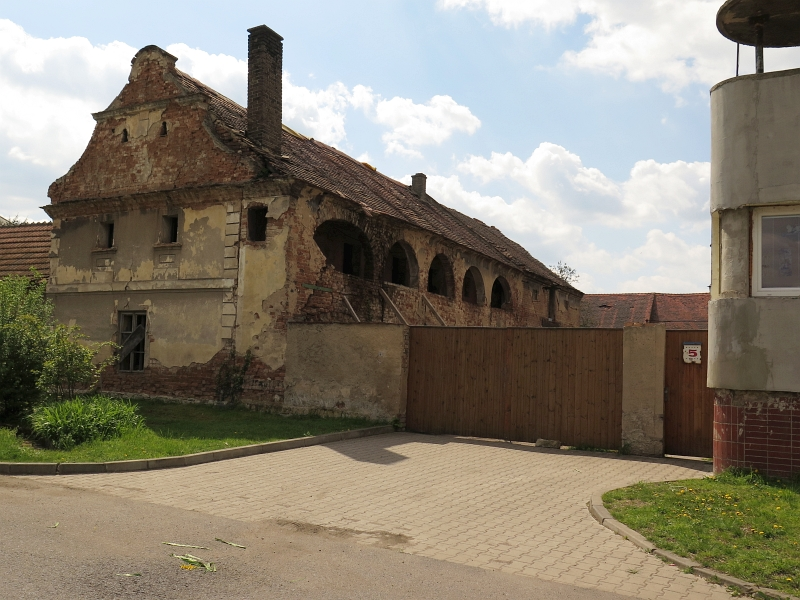
Památkově chráněný venkovský dům čp. 5